# Gabriele Hinzmann
Gabriele Hinzmann (dekliški priimek Trepschek), nemška atletinja, * 31. maj 1947, Schwerin, Vzhodna Nemčija.
Nastopila je na poletnih olimpijskih igrah v letih 1972 in 1976, ko je osvojila bronasto medaljo v metu diska, leta 1972 pa šesto mesto. Na evropskih prvenstvih je dosegla prav tako bronasto medaljo leta 1974.